# Пиза
Вижте пояснителната страница за други значения на Пиза.
Пиза (на италиански: Pisa) е град в Централна Италия, регион Тоскана. Той е главен административен център и на едноименната провинция Пиза. Разположен е на десния бряг на река Арно при нейното вливане в Тиренско море. Населението на града е 88 363 жители (към 31 декември 2004 г.).

## История
През Средновековието Пиза е център на държава с търговски интереси в цялото Средиземноморие. През този период е построена известната Наклонена кула в Пиза. Тя представлява камбанария и е част от цял религиозен комплекс. В средните векове, когато река Арно безпрепятствено достига Тиренско море, градът служи за пристанище, където империята осъществява търговията си с Корсика, Сардиния и Балеарските острови. Между XI и XIII век Пиза достига своя разцвет. В 1284 г. претърпява грандиозно поражение от генуезците в морската битка при Мелория. В резултат на икономическа разруха, Пиза изпада в зависимост от Флоренция. Под ръководството на Медичите отново постига икономическа стабилност, благодарение на развитието на пристанището. След откриването на университета е постигната стабилност и в областта на културата

## Спорт
Представителният футболен отбор на града се казва Пиза Калчо. Основан е през 1909 г. Състезавал се е във всички италиански футболни групи (Серия А, Серия Б и Серия C).

## Личности
Родени в Пиза
- Евгений III (? – 1153), папа
- Леонардо Фибоначи (1175 – 1250), математик
- Пизанело (1395 – 1455), художник
- Галилео Галилей (1564 – 1642), физик и астроном
- Паоло Сави (1798 – 1871), геолог и зоолог
- Антонио Табуки (1943-2012), писател
- Алесандро Бириндели (р. 1974), италиански футболист
- Джорджо Киелини (р. 1984), футболист

Починали в Пиза
- Леонардо Фибоначи (1175 – 1250), математик
- Николо Пизано (1225 – 1284), скулптор и архитект
- Франческо Реди (1626 – 1697), италиански лекар и учен
- Паоло Сави (1798 – 1871), геолог и зоолог
- Джузепе Мацини (1805 – 1872), философ и политик
- Ремо Джацото (1910 – 1998), музиколог

## Побратимени градове
- Анже, Франция
- Акра, Израел от 1998 г.
- Йерихон, Палестина
- Каляри, Италия
- Колдинг, Дания
- Корумба (Corumbá), Бразилия
- Коръл Гейбълс (Coral Gables), САЩ
- Найлс (Niles), САЩ
- Уна, Германия